# 森山豊
森山 豊（もりやま ゆたか、1904年10月18日 - 1988年11月19日）は、日本の産婦人科医。

## 概要
北海道出身。北海道札幌第一中学校卒、東京帝国大学医学部卒、1937年医学博士。横浜医科大学教授、横浜市立大学教授、東京大学医学部分院教授。1965年定年、東芝中央病院院長。1963年日本産科婦人科学会に先天異常委員会を設置し初代委員長。日本母性保護医会会長、日本産科婦人科学会会長。1992年勲二等瑞宝章受勲。

## 著書
- 『結婚と出産全書』主婦之友社 1943
- 『受胎調節法』女性の友社 1948
- 『妊産婦の栄養指導』医学書院 ナーセス・ライブラリ 1951
- 『妊娠と安産』大日本雄弁会講談社 実用家庭百科 1952
- 『結婚と出産』主婦の友社 1957
- 『母性衛生』績文堂出版 1958
- 『産むのが不安でならない "公害世代"がじょうぶな赤ちゃんをもつために』主婦と生活社 21世紀ブックス 1975
- 『安心して赤ちゃんが産める本 初めてママになる人の不安に答える103項』主婦と生活社 21世紀ブックス 1977

### 共編著
- 『新しい結婚讀本』玉城肇,宮本忍,平井潔,鷲沼登美枝,馬島僴共著 中森書店 1949
- 『ACTHの臨床とその生物学的検定法』瀬谷一郎共著 医学書院 1953
- 『最新助産学』長谷川敏雄,木下正一[3]共編 医学書院 1960
- 『妊娠中の栄養と食事』東畑朝子共著 婦人画報社 病気別にたてた病人のためのお献立 1961
- 『産婦人科治療大系 産科編』編 診断と治療社 1962
- 『産婦人科治療大系 婦人科編』共編 診断と治療社 1963
- 『先天異常 その成因と対策』西村秀雄,村上氏広共編 金芳堂 1966

## 論文
- 森山豐「避妊「ピン」に就て」『医科器械学雑誌』第16巻第10号、日本医療機器学会、1939年、361-363頁、doi:10.4286/ikakikaigakuzassi.16.10_361、ISSN 0019-1736、NAID 110002531883。
- 森山豊「受胎調節法について」『愛育』第14巻第4号、恩賜財団母子愛育会、1949年5月、22-25頁、NAID 40000045451。
- 森山豊「受胎調節の方法と批判」『婦人の世紀』第10号、東和社、1949年8月、81-89頁、NAID 40003332619。
- 森山豊「人工妊娠中絶の危險」『保健と助産』第4巻第2号、日本助産婦会出版部、1950年2月、4-6頁、NAID 40018501976。
- 森山豊「妊娠初期に行うべき検査とその意義」『保健と助産』第5巻第8号、日本助産婦会出版部、1951年8月、13-19頁、NAID 40018501999。
- 森山豊「農繁期の婦人に栄養と休養を」『農業毎日』第5巻第7号、毎日新聞社、1951年7月、56-58頁、NAID 40018419066。
- 森山豊「妊娠中絶による母体障害の現況」『産婦人科の世界』第4巻第11号、医学の世界社、1952年11月、995-1005頁、ISSN 03869873、NAID 40017838014。